# Onze Lieve Vrouwe in 't Zand
Onze Lieve Vrouwe in 't Zand is een pauselijk gekroond genadebeeld in de stad Roermond. Het wordt vereerd in de Kapel in 't Zand, een kerk in het zuiden van Roermond.

## Geschiedenis
Het beeld wordt in 1578 voor het eerst vermeld in de Kapel in 't Zand in de Kroniek der stad Roermond, die liep van 1562 tot 1638. Het stond toen bekend vanwege gebedsverhoringen, ‘mit miraculen seer beroempt’. Men sprak van een ‘miraculeus bildtiën’ en bij zo’n bijzonder beeld hoort een opmerkelijk verhaal. Op die manier ontstond de legende van Onze Lieve Vrouw in 't Zand. Deze legende werd voor het eerst opgeschreven door Joannes Georgius Guilhelmi in zijn boek Den Roomschen pelgrim (Roermond, 1699).
Een Pools edelman, die in de 15e eeuw leefde, Wendelinus geheten, had zijn vaderland verlaten om God in stille afzondering en onbekend te kunnen dienen. Na vele omzwervingen vond hij werk als schaapherder bij de pachter van Muggenbroekerhof. Dagelijks trok hij met zijn kudde naar een geliefkoosde plaats: een dorre, met hei begroeide zandheuvel, buiten de stad Roermond, 'in gen Saende', waarop zich een waterput bevond. Toen hij weer eens zijn kudde schapen wilde laten drinken en daartoe een emmer water uit de put omhoog haalde, zag hij in die emmer een Mariabeeldje liggen. Hij bevestigde het in een nisje aan een boom bij de put. Het beeldje ondervond zo’n grote verering vanuit de stad dat de pastoor van Roermond besloot het naar de ‘Moderkirck’ in de stad over te brengen. De volgende dag echter was het beeldje weer terug aan de boom bij de waterput ten teken dat O.L. Vrouw dáár, 'in gen Saende' vereerd wenste te worden. Vervolgens werd op plek waar het beeldje gevonden werd een kapel gebouwd.

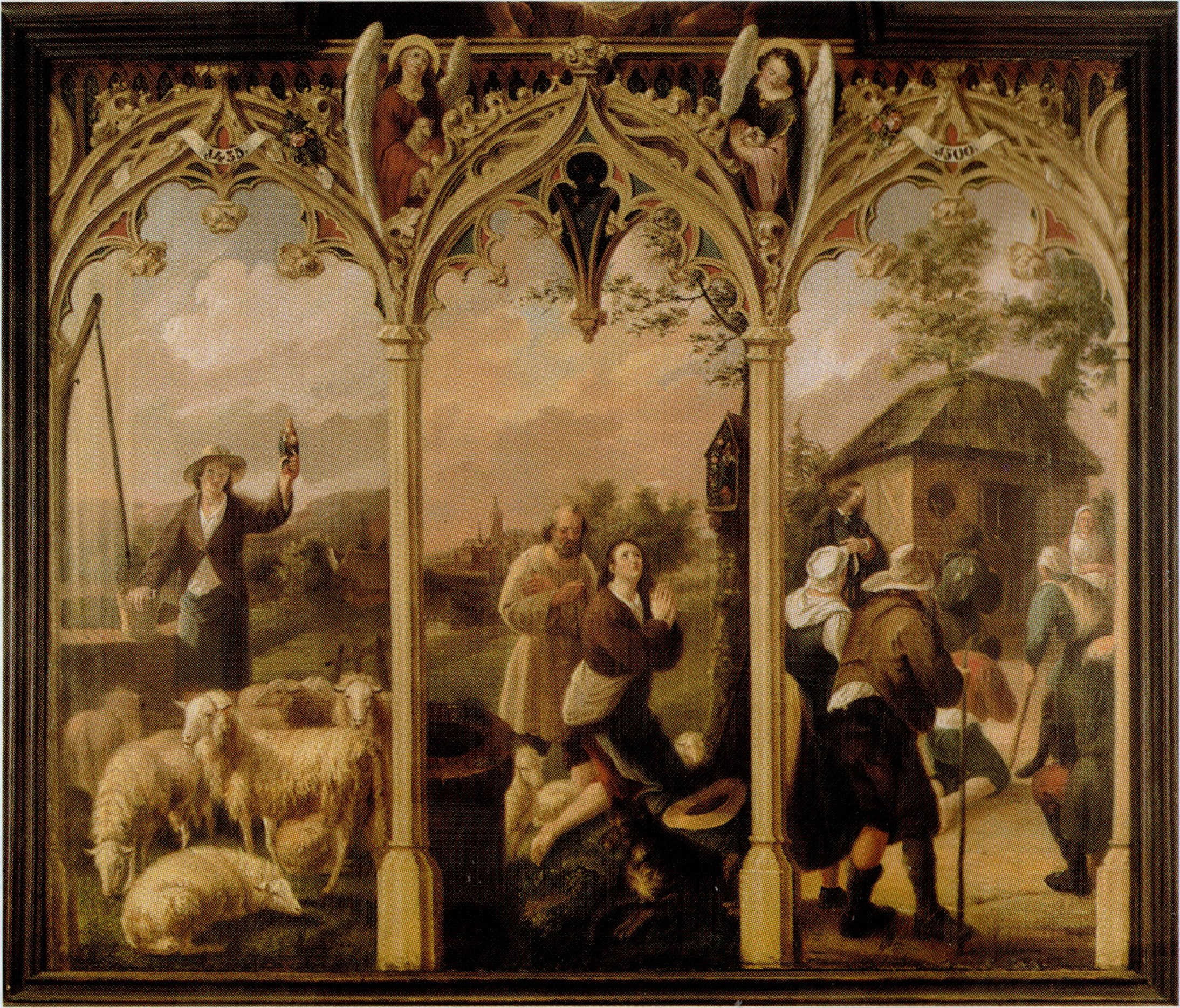
De geschiedenis van de Kapel in 't Zand. Schilderij in de sacristie van de kapel met van links naar rechts de vondst van het Mariabeeldje door de Poolse edelman Wendelinus, de verering van het beeldje en de bouw van een kapel voor het beeldje.

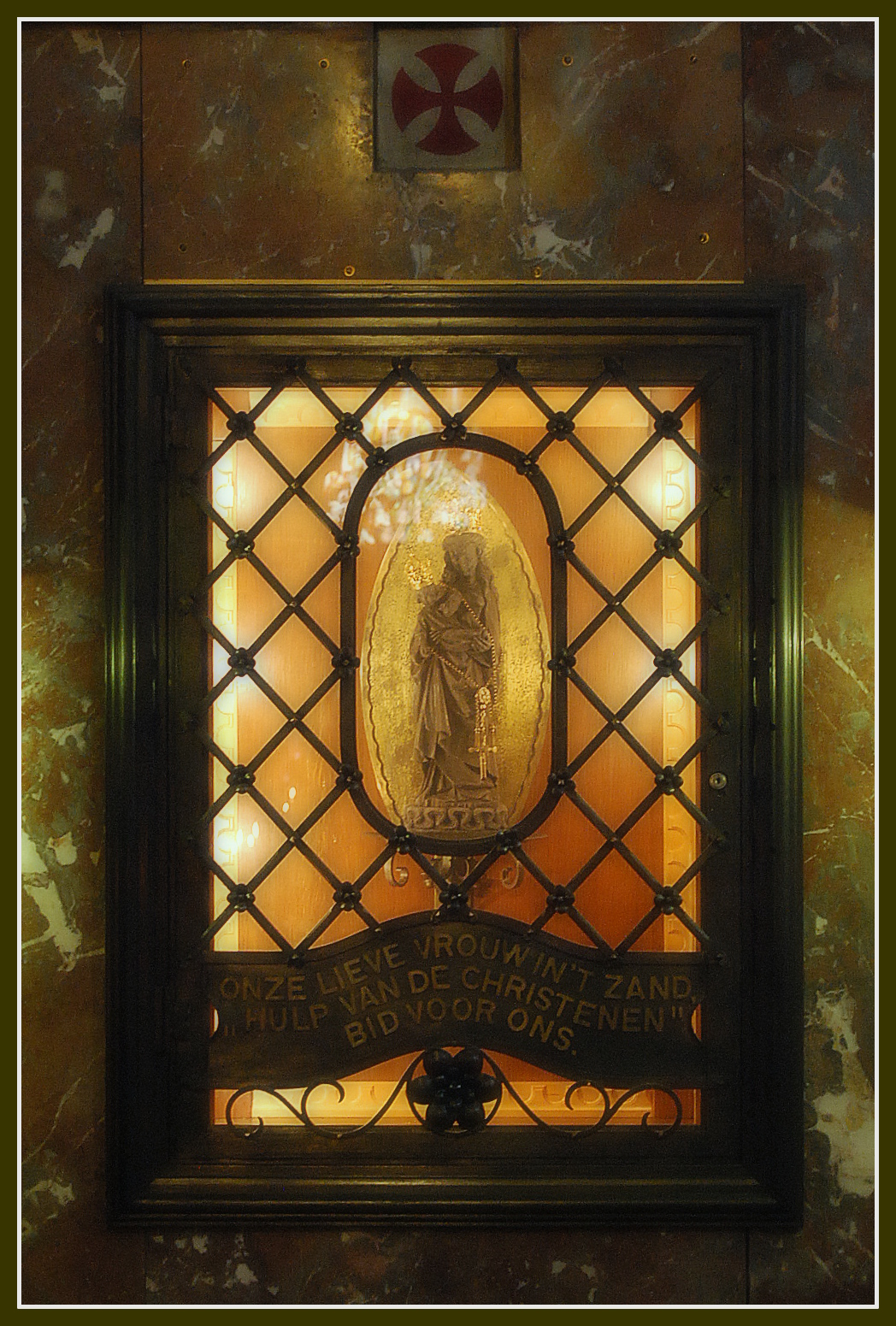
De kopie van Onze Lieve Vrouw in 't Zand in de Sint-Bonifatiuskerk te Leeuwarden

Er was behoefte om deze opmerkelijke gebeurtenis te vieren en dus werd in 1785 het vinden van het beeldje vastgesteld op ten minsten in 't jaer 1435, wat aanleiding gaf tot een groot 350-jarig jubileumfeest. Toen later bekend werd dat de kapel niet kort na 1435, maar in 1418 gebouwd was, werd het jaar 1435 toch als stichtingsjaar aangehouden. Ten gevolge daarvan werden in 1835, 1885, 1935 en 1985 ook jubileumfeesten gehouden.
Vanwege het genadebeeldje groeide de kapel uit tot een bekend bedevaartsoord. De bedevaart naar Onze Lieve Vrouwe in 't Zand gaat in ieder geval terug tot de 17e eeuw. De bedevaart naar Maria in 't Zand is nog altijd een van de grootste in Limburg en daarmee in heel Nederland.
Aan de kapel, in de negentiende eeuw vervangen door een grotere van de architect Johannes Kayser, is een groot klooster van de redemptoristen verbonden.

## Het beeld
Het beeldje zelf is afkomstig uit een atelier in Mechelen en is gemaakt kort na 1500. Het draagt als enige van de Nederlandse genadebeelden een soort tulband in plaats van een kroon (al is daarbovenop later alsnog een zilveren kroon geplaatst). Het was oorspronkelijk gepolychromeerd. Het voetstuk, dat wolken voorstelt, is in 1866 aangebracht. Het beeld werd vroeger, net als veel andere genadebeelden, gekleed en versierd. Het eerste bewijs hiervoor komt voor onder de uitgaven van de kapel in 1639. Op 15 augustus 1866 werd het op aandringen van deskundigen zonder kleding getoond. Dit vond algemeen zoveel bijval dat dit gebruik langzamerhand ophield.
In 1578, tijdens het beleg van Roermond, werd de kapel door de Spanjaarden afgebroken, zodat het Staatse leger deze niet als verschansing kon gebruiken. De kapel werd pas in 1610 herbouwd. Tot die tijd werd het beeldje bewaard in de toenmalige Sint-Christoffelkerk in Roermond.
In januari 1945 werd Roermond op last van de Duitsers geëvacueerd. Op 26 januari vertrok rector Alfons Strijbos naar Leeuwarden met het genadebeeld in zijn koffer. Op 11 februari werd het door de bisschop van Roermond, Guillaume Lemmens, in de doopkapel van de Leeuwarder Sint-Bonifatiuskerk geplaatst, waar het tot 12 juni bleef om van daar weer naar de kapel terug te keren. Roermondse evacués schonken in 1947 uit dankbaarheid voor de gastvrijheid een kopie van het beeld aan de Leeuwarders. Dit beeld, gemaakt door Victor Sprenkels, werd in de doopkapel van de Sint-Bonifatiuskerk opgesteld. In 1978 werd het beeld uit de kerk in Leeuwarden gestolen. Enkele maanden later werd het door spelende kinderen in het water in Dokkum teruggevonden. . Op 11 mei 2013 werd een poging ondernomen het beeld wederom te stelen.